# Centro espositivo di arte contemporanea Angiolino Martini
Il Centro espositivo di arte contemporanea Angiolino Martini è una mostra permanente di opere pittoriche del XX secolo ospitata a Massa Marittima (GR), nel Complesso museale di San Pietro all'Orto, congiuntamente al Museo di arte sacra.

## Storia
L'idea per un centro espositivo di arte contemporanea nasce nell'ottobre del 1999, quando il professor Angiolino Martini (1913 – 2000) dona al Comune di Massa Marittima la sua vasta collezione privata di opere d'arte, composta da 71 grafiche e 660 dipinti e disegni. Un primo allestimento viene inaugurato in via Goldoni il 12 gennaio 2002, curato dalla società Grandi Mostre ed alla presenza di John T. Spike, allora direttore della Biennale dell'arte contemporanea di Firenze. Pochi mesi dopo è ultimato il restauro del convento di San Pietro all'Orto e il centro viene qui trasferito, come era volontà di Martini stesso.
Verso la fine del 2004 il Comune è coinvolto in una causa intentata da Liberato Daidoni, riconosciuto figlio naturale di Angiolino Martini, che chiede la restituzione delle opere del padre in quanto erede legittimo. La vicenda in tribunale, inizialmente destinata a concludersi presto, subisce numerosi rinvii e ancora oggi non è stato raggiunto un accordo.
Nel 2008 il centro espositivo viene momentaneamente chiuso per permettere la realizzazione di un catalogo accurato e certificato di tutte le opere, alcune delle quali non di sicura attribuzione, affidato al museologo e critico d'arte Maurizio Vanni. Una prima mostra, dal titolo «Racconti di vita, segni, colori e sogni nella collezione Martini», allestita dal Comune con il contributo della Rete museale provinciale e di Massa Marittima Sviluppo srl, viene presentata il 6 marzo 2009 presso il Palazzo dell'Abbondanza, dove rimane fino al 13 aprile dello stesso anno. Il catalogo della mostra viene presentato con il nuovo allestimento nel convento di San Pietro all'Orto il 20 maggio 2010.
Il centro espositivo, insieme alla sede del Palazzo dell'Abbondanza inaugurata nel 2007, ha ospitato negli anni importanti mostre di arte contemporanea, tra cui si ricorda: Joke'r di Robert Combas (11 agosto – 4 novembre 2007), Ferro di Igor Mitoraj (15 marzo – 15 giugno 2008), Sogni in viaggio di Giuliano Ghelli (10 agosto – 2 novembre 2008), Joie de vivre in Maremma di Niki de Saint Phalle (31 maggio – 28 giugno 2009) e Musica in figure di Antonio Possenti (4 agosto – 30 ottobre 2011).

## Edificio
La mostra permanente è situata all'interno del convento di San Pietro all'Orto, edificato nel 1273 dai frati agostiniani, e divenuto proprietà del Comune nel 1866, in seguito alla promulgazione delle leggi di soppressione degli ordini e delle corporazioni religiose.

## Sale espositive
Il centro espositivo è situato in una grande sala del convento ed è possibile accedervi direttamente dal Museo d'arte sacra, con il quale forma un unico complesso museale. La sala è stata intitolata nel marzo 2005 a Tommaso Martini e Ines Molendi, genitori di Angiolino Martini.

## Opere
Le opere del centro espositivo sono circa 750, ma essendo impossibile per il Comune esporre tutte le opere contemporaneamente, dati gli spazi a disposizione, è stata fatta una selezione di alcuni quadri da esporre al pubblico con l'intenzione di organizzare di volta in volta mostre diverse che possano così permettere a tutti gli oggetti d'arte di essere ammirati dai visitatori.

### Opere esposte
Le opere esposte nella sala del centro espositivo Angiolino Martini sono le seguenti:
- Antonio Bueno
  - Donna, 1970 ca, cm 16x12, inchiostro su carta.
  - Fumatrici, 1970 ca, cm 21x17, china su carta.
- Bruno Cassinari
  - Due figure di ragazza, 1977, cm 70x50, china acquerellata su carta.
- Tano Festa
  - La contessa di Castiglione e il tenente Giardina, 8 febbraio 1987, cm 50x75, china su carta.
  - Tre figure, 1987, cm 60x90, inchiostro su carta.
- Franco Gentilini
  - Camion di reparto distillazione, 1951, cm 38x26, tempera su cartoncino nero.
  - La cattedrale, 1970, litografia a colori.
- Renato Guttuso
  - Figura di donna nuda di schiena con bicchiere in mano, 1980, cm 71,5x49,5, china su carta incollata su tela.
  - Figura di donna seduta con stivali, 1982, cm 50x70, pastello, matita grassa, sanguigna su cartoncino.
- Mino Maccari
  - Uomo e donna, anni '40, cm 25x37, acquerello su carta.
  - Pescatore, anni '50, cm 40x32,5, acquerello su carta.
  - Fauste de mieux, 1969-70, cm 35x25, pastello su cartone telato.
  - Due maschere, anni '70, cm 15x40, acquerello su carta.
  - Due teste di donna, anni '70, cm 33x25, carboncino su carta.
  - Uomo a cavallo, anni '70, cm 35x22, pennarello su carta.
  - Quattro figure, anni '80, cm 30x20, acquerello su carta.
  - Due volti: uomo e donna, 1981, cm 21x27, olio su cartone telato.
  - Uomo e donna, 1981, cm 20x20, olio su cartone telato.
  - Il cuoco, 1984, cm 35x22, tecnica mista su carta.
  - Due uomini e due donne, incisione a colori.
  - Persone, incisione.
  - Prova di stampa "Figure", serigrafia acquerellata.
- Ugo Nespolo
  - Numerica, 1980 ca, cm 100x70, intarsio in panno.
  - Orologio, 1980, cm 50x33, tecnica mista su carta.
- Fausto Pirandello
  - Bagnanti, 1969, cm 21x27, pastello.
  - Bagnanti, 1969, cm 21x27, tempera e pastello.
- Antonio Possenti
  - Autoritratto, 1980 ca, cm 34x25, acquerello su carta.
  - Nello studio con Armida, 1980 ca, cm 70x50, lapis e matita colorata su carta.
  - Uomo al tavolo con animali, 1985, cm 50x40, olio su masonite.
  - Pescatori, 2010, cm 50x35, olio su tela.
- Remo Squillantini
  - Donna con alcuni uomini, anni '80, cm 40x50, olio su tela.
  - Donna con gruppo di uomini, anni '80, cm 51x40, olio su tela.
  - I cardinali, anni '80, cm 25x19, olio su tavola.
- Alberto Sughi
  - La casa gialla, anni '90, cm 35x50, tempera su carta intelata.
- Ernesto Treccani
  - Donna, 1960 ca, cm 55x30, inchiostro e carboncino su tela.
  - Volto, 1970 ca, cm 50x35, tecnica mista su carta.
- Lorenzo Viani
  - Il musicista cieco, 1924, cm 48x35, matita su carta.

### Opere non esposte
Nella vasta raccolta della collezione Martini si segnalano dipinti e schizzi di fine Ottocento dei pittori Pietro Aldi, Paride Pascucci e Luigi Mussini e quadri di artisti post-macchiaioli a cavallo tra il XIX e il XX secolo come Giovanni Bartolena, Francesco e Luigi Gioli, Guglielmo Micheli e Angiolo Tommasi, mentre tra le numerose opere del pieno Novecento spiccano poi i lavori di Pietro Annigoni, Franz Borghese, Remo Brindisi, Xavier Bueno, Primo Conti, Emilio Greco, Moses Levy e Giulio Turcato.